# Tylecodon pygmaeus
Tylecodon pygmaeus ist eine Pflanzenart der Gattung Tylecodon in der Familie der Dickblattgewächse (Crassulaceae).

## Beschreibung
Tylecodon pygmaeus wächst als kleine und wenig verzweigte Pflanze und wird 10 bis 20 Zentimeter hoch. Die glatten und grauen Triebe entspringen einer unterirdischen, knolligen Basis die rosabraunes Gewebe besitzt und bis zu 7 Zentimeter im Durchmesser erreicht. Die Triebe haben an der Basis einen Durchmesser von 8 Millimeter und verjüngen sich zur Spitze hin auf 3 Millimeter. Die verkehrt eiförmigen, linealisch-verkehrt lanzettlichen bis fast stielrunden und keuligen Blätter sind mit glänzenden, durchscheinenden, herzförmigen bis kugeligen und kristallartigen Haaren bedeckt und werden 2 bis 50 Millimeter lang und 5 bis 45 Millimeter breit. Die Haare sind an der Basis keilförmig geformt und die Spitze ist stumpf. 
Der Blütenstand besteht aus bis zu 4,5 Zentimeter hohen Thyrsen, die ein bis drei Monochasien tragen, an denen jeweils ein bis drei aufrechte Einzelblüten stehen. Der Blütenstiel wird 5 bis 15 Millimeter lang. Die blass gelblich grüne und zylindrische Blütenkrone wird 6 Millimeter lang. Die ausgebreiteten und später zurückgebogenen Zipfel sind so lang wie die Blütenröhre.

## Systematik und Verbreitung
Tylecodon pygmaeus ist in Südafrika in der Provinz Westkap in der Sukkulenten-Karoo auf Quarzkieselebenen verbreitet. Die Erstbeschreibung erfolgte 1930 als Cotyledon pygmaea durch Winsome Fanny Barker. Helmut Richard Tölken stellte die Art 1978 in die Gattung Tylecodon.